# Parafia Najświętszego Serca Jezusowego i św. Leonarda w Brzeźnicy
Parafia Najświętszego Serca Jezusowego i św. Leonarda w Brzeźnicy – jedna z 9 parafii rzymskokatolickich dekanatu kozienickiego diecezji radomskiej.

## Historia

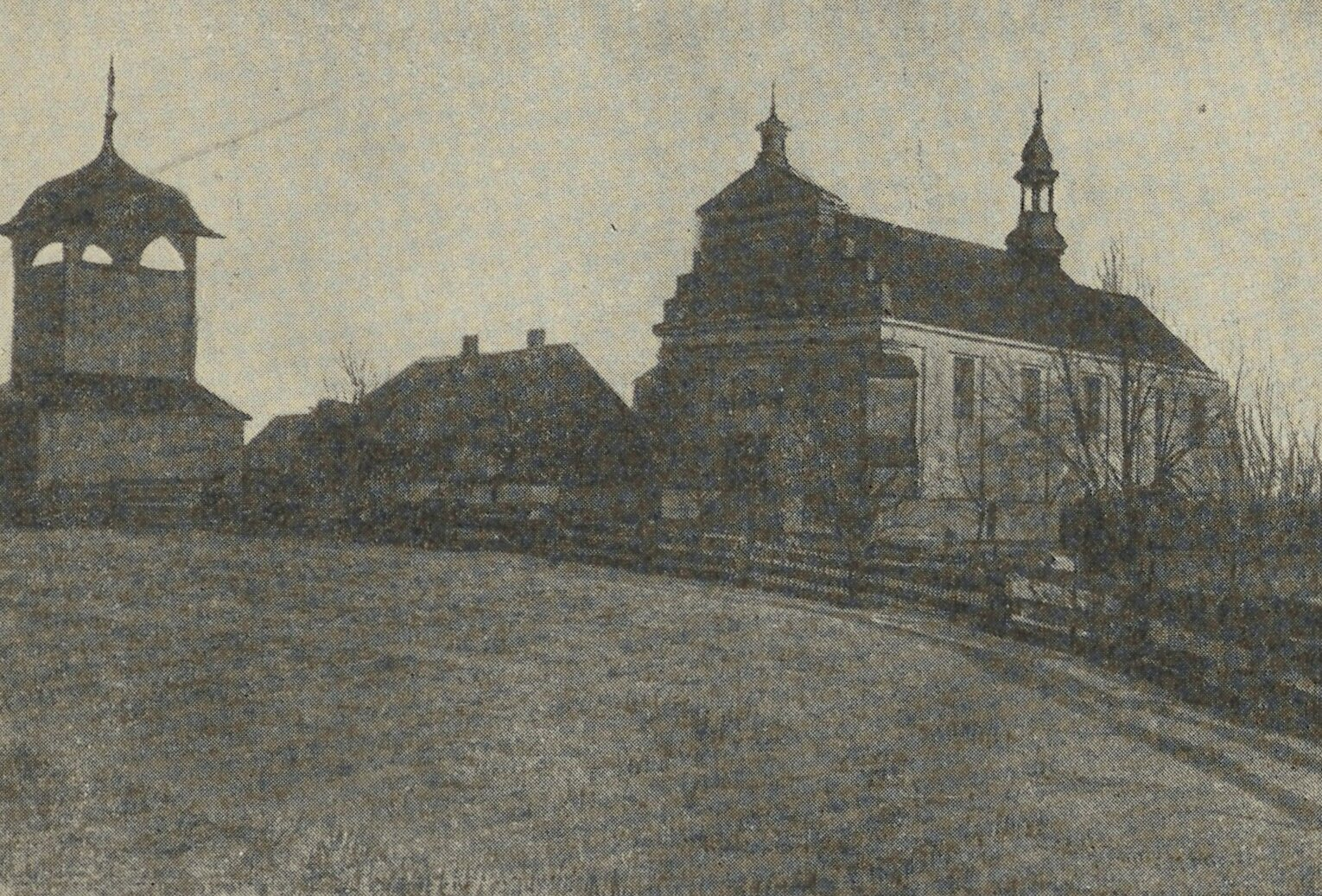
Kościół przed 1913

Najprawdopodobniej pierwszy kościół istniał już na pewno w Brzeźnicy w drugiej połowie XV w. Sama Brzeźnica była wtedy filią opactwa w Sieciechowie. Samodzielna parafia została erygowana 24 listopada 1919 przez bp. Mariana Ryxa. Pierwotny kościół drewniany pw. św. Mikołaja, św. Leonarda, św. Katarzyny i św. Małgorzaty powstał w drugiej połowie XV w. Spłonął jednak podczas wojen szwedzkich w 1657. Kolejną drewnianą świątynię wzniesiono w drugiej połowie XVII w., a jej konsekracji dokonał 3 września 1671 bp. Mikołaj Oborski. Trzeci, murowany kościół powstał w latach 1778 - 1780 z inicjatywy opata sieciechowskiego Leonarda Prokopowicza. W początkach XX w. ks. Czesław Wasiński postanowił zbudować większy kościół. Powstał on w latach 1911 - 1914 wysiłkiem całej parafii. Do prezbiterium ze starego kościoła dobudowano nawę. Nieszczęśliwie, w początku I wojny światowej 17 października 1914 kościół został zniszczony przez Rosjan ostrzałem artyleryjskim z twierdzy Dęblin. Rosjanie bowiem uznali kościół za punkt schronienia Niemców. W roku następnym Austriacy wysadzili wieże i resztki kościoła legły w gruzach. Wtedy ks. Wasiński wybudował tymczasową kaplicę z cegły ze zburzonego kościoła wraz ze złączoną z nim plebanią. Kościół obecny według „notatek" projektu arch. Jarosława Wojciechowskiego został zbudowany w latach 1925 - 1934 także staraniem ks. Wasińskiego. Kościół poświęcony został 16 grudnia 1934. Wtedy tymczasową kaplicę zamieniono w całości na plebanię. Podczas II wojny światowej kościół został nieznacznie zniszczony. Wstępnej odbudowy po 1946 dokonał ks. Władysław Kucharczak. Kościół stanowi ciekawy przykład sakralnej architektury neoromańskiej. Jest murowany z cegły czerwonej, nawa szersza XX-wieczna i prezbiterium węższe i niższe, prawdopodobnie częściowo z XVIII w.

## Proboszczowie
- 1945 - 1950 - ks. Władysław Kucharczak
- 1950 - 1968 - ks. Jan Chałupczak
- 1968 - 1978 - ks. Bronisław Głogowski
- 1978 - 1982 - ks. Jerzy Smerda
- 1982 - 1990 - ks. Zbigniew Towarek
- 1990 - 1997 - ks. Stanisław Groszek
- 1997 - 2002 - ks. Stanisław Kieczyński
- 2002 - nadal- ks. kan. Julian Zając

## Terytorium
Do parafii należą: Brzeźnica, Kępeczki, Mozolice Duże, Mozolice Małe, Psary, Ruda, Samwodzie, Słowiki, Staszów.